# 버팔로 식스

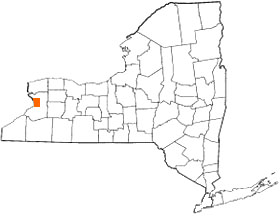
Buffalo, NY는 빨간색으로 표시된다. Lackawanna는 남쪽의 Buffalo에 인접한 작은 도시이다. 서쪽에는 나이아가라 강 하구의 이리 호 와 캐나다 온타리오 주가 있다.

버팔로 식스(Buffalo Six)는 2003년 12월 알카에다에 물질적 지원을 제공한 혐의로 유죄를 선고받은 예멘계 미국인 6명으로 구성된 단체이다.  피의자들은 피고인이 테러에 가담하거나 테러를 방조하거나 공모했다는 증거를 요구하지 않는 '물적지원법'에 따라 형량이 더 엄격한 유죄 판결을 받을 가능성이 있는 상황이었다.
| - 사힘 알완 - 무크타르 알-바크리 - 파이살 갈랍 |  | - 야야 고바 - 샤팔 모세드 - 야세인 타헤르 |

어린 시절부터 친구였던 6명은 모두 미국 시민권자로 태어났다.

## 배경
이들 6명은 9.11 테러가 발생하기 전인 2001년 봄 미국에서 아프가니스탄으로 더났다. 알 카에다의 사우디 아라비아인 지도자 오사마 빈 라덴은 훈련을 위해 그들에게 알 카에다 훈련 캠프를 제공했다.
2001년 6월, 표면적으로는 래커워너에 거주하고 예멘에서 이민 온 사람들을 잘 알고 있는 사람으로부터 익명의 두 페이지 분량의 손으로 쓴 편지를 받았다. 이어 "매우 우려됩니다. 저는 아랍계 미국인입니다... 제 목숨이 두렵기 때문에 제 이름을 밝힐 수 없습니다. 두 명의 테러리스트 [sic]   래커워너에 왔습니다... 예멘 청년을 모집하기 위해... 테러리스트 그룹들은... 아프가니스탄으로 떠나... 빈 라덴을 만나 훈련을 위해 그의 캠프에 머물고 있어요" 라며 12명의 현지 청년의 이름을 밝혔다.
그 6명의 그룹은 나중에 미국 언론에서 밝혀지기를 " 알파룩 테러리스트 훈련 캠프 "로 알려지게 된 곳을 방문했다. 그리고, 그해에 그들은 미국으로 돌아갔다.
2002년 늦은 여름, 회원 중 한 명인 알 바크리는 예멘에서 곧 있을 자신의 결혼식을 설명하는 이메일를 보냈고, 또 다른 이메일 메시지에는 결혼식 후 이슬람의 전통인 "큰 식사"가 있을 것을 언급했다.  그를 감시하던 중앙정보국 (CIA)이 경보를 울렸고 알 바크리는 2002년 9월 결혼식 당일 바레인 경찰 에 체포됐다. 그들은 새 아내와 함께 호텔 방에서 그를 발견했고, 그곳에서 그는 특별 보안군 사령부 전술 팀에 의해 구금실에 감금 되었다.
나머지 5명은 2002년 9월 뉴욕 주 버팔로 교외에 있는 뉴욕 주 래커워너에서 체포되었다. 2002년 9월 14일 FBI( Federal Bureau of Investigation )는 Buffalo에서 기자 회견을 열어 지역 알 카에다 관련 용의자 5명을 체포했다고 발표했다. 수사를 맡은 FBI 특수요원 피터 아헌(당시 FBI 버팔로 현장실장 )은 4~8개월간의 수사 동안에 체포를 할 수 있을 만한 특별한 사건은 없었다고 밝혔다. 나이아가라 폭포 카지노 집행부(Niagara Falls Casino Enforcement)의 온타리오 주 경찰이 이 조사를 지원했다. 이후, FBI 대테러 국장 데일 왓슨은 뉴욕 타임즈 에 FBI가 "만약 그들이 무엇을 할 것이라고 해도, 우리는 이들이 그것을 99%하지 않을 것이라고 믿는다." 왓슨은 대통령의 답변도 같이 전했다. 그 말에 따르면,  "우리가 아는 규칙에 따르면 받아들일 수 없군요. 그럼 '그들을 구금실에서 내보냅시다.'라는 의식적인 결정이 내려졌다."

## 관련자
래커워너 식스의 가까운 동료인 Jaber A. Elbaneh는 아프가니스탄을 여행한 후 미국으로 돌아오지 않았다. 2003년 9월, FBI는 그의 체포로 이어지는 정보에 대해 500만 달러의 포상금을 발표했다. 그는 2006년 2월 3일에 탈옥한 23명 중이고, 탈옥한 알카에다 12명의 대원 중 한 명이며, 예멘 감옥에서 탈출했다. 며칠 후 그는 FBI Most Wanted Terrorists 목록에 추가되었다. 2007년 5월 20일 Elbaneh는 자신의 징역형이 연장되지 않길 바란다는 조건으로 예멘 당국에 자수했다.
Ahmed Hijazi(테러리스트) 일명 Jalal 일명 Kamal Derwish는 Lackawanna Six의 주동자/모집자일 수 있으며 수사관은 그가 그들에 의해 제기된 위협의 심각성을 초래할 수 있다고 믿었기 때문에 그를 찾으려 노력하였다. 미국에서 태어나지 않았지만 미국 시민권을 가졌다. 그는 2002년 11월 3일 예멘 에서 CIA 프레데터 드론에 의해 사망했다. Hellfire 표적 살인 은 또한 같은 차에서 5명의 다른 사람들을 죽였다. 여기에는 2000년 10월 USS Cole 구축함 공격 계획에 연루된 것으로 의심되는 알 카에다 고위 지도자인 Abu Ali al-Harithi 가 포함된다.
익명의 음성 메시지는 "우리는 이 테러 조직의 목표가 바로 여기 뉴욕 서부에서 서류 가방 크기의 더러운 폭탄을 터뜨리는 것이었다고 믿는다"고 언급한 것으로 보인다. 엘리엇 스피처 당시 주지사가 회사를 해산시켰을 때, 녹음이 금융 사기의 토대를 마련하기 위한 것인지, 아니면 작업 중에 폭력적인 계획이 있었다는 사실이 아닌 소문을 퍼뜨려 "배심원 풀을 더럽히려는" 시도인지는 여전히 불분명했다.
비록 6명 모두 처음에 "무죄"의 탄원에 들어갔지만, 그들은 결국 "외국 테러리스트 조직에 물질적 지원이나 자원을 제공한 것"에 대해 유죄를 인정했다. 그들의 변호인 중 한 명은 그들이 적 전투원으로 선언될 위협에 겁을 먹었다고 제안했다. 이들 6명 중 누구도 테러를 계획하거나 관여한 혐의로 기소되지 않았다.
야히야 고바와 무크타르 알 바크리는 10년형을 선고받았다. 야세인 타허와 샤팔 모스드는 8년형을 선고받았다. 사힘 알완은 9.5년 형을 받았다. 파이살 갈라브는 7년형을 선고받았다. 모든 형량은 "외국 테러 조직에 대한 지원 또는 자원 제공"이라는 단일 혐의에 대한 것이었다. 미국 검찰은 유죄 협상 합의를 논의하는 과정에서 피고인들이 연방 테러 수사관들과 협력해 알 카에다 조직원, 훈련, 방법 등에 대한 자세한 정보를 제공했다고 밝혔다.

## 관타나모 증언

버팔로 식스의 세 구성원은 Ali Hamza Al-Bahlul의 관타나모 군사 위원회에서 알 카에다가 제작한 USS Cole 폭격 비디오를 보았다고 증언했다.

2008년 10월 말, 6명 중 3명이 관타나모 군사위원회의 알리 함자 알 바훌의 행동에 대한 검토에서 증언했다.야스세인 타헤르, 사힘 알완, 그리고 이 단체의 세 번째 멤버는 알카에다 게스트하우스에 있을 때와 알 파루크 훈련 캠프에 참석했을 때 USS 콜에 대한 공격을 기념하는 2시간짜리 지하디스트 비디오를 보여주었다고 증언했다.
알 바흘루는 알카에다 조직원들을 모집하기 위해 지하디스트 비디오를 제작한 혐의로 기소되었다. 버팔로 남자들은 그들이 그 비디오에 겁을 먹고 소름이 끼쳤다고 증언했다. 마이애미 헤럴드의 캐롤 로젠베리 기자에 따르면, 타헤르와 알완은 그들의 증언이 증인 보호 프로그램에 배치됨으로써 보상을 받을 것이라고 기대했다. 언론에 이름이 공개되지 않은 세 번째 남자는 이미 보호 프로그램에 참여하고 있었다.

## 미군에 의한 포획 제안
2009년 7월, 언론은 지역 관리들이 서부 뉴욕 합동 테러 관리 조직의 130명의 연방 및 지역 요원들을 보내는 대신 용의자들을 체포하기 위해 연방군을 사용할 것을 제안했다고 보도했다. 당시 딕 체니 부통령과 도널드 럼즈펠드 국방장관은 이들을 적 전투원으로 선언하고 군사법정에서 재판을 받아야 한다고 믿었다. 부시 대통령은 이 제안을 거절했고, 체포는 사건 없이 진행되었다; 그들은 형사 법정에서 재판을 받았다.